# Arbanasi (Bośnia i Hercegowina)
Arbanasi (cyr. Арбанаси) – wieś w Bośni i Hercegowinie, w Republice Serbskiej, w gminie Rudo. W 2013 roku liczyła 5 mieszkańców.